# Anisoneura depressa
Anisoneura depressa är en fjärilsart som beskrevs av Gustaaf Hulstaert 1924. Anisoneura depressa ingår i släktet Anisoneura och familjen nattflyn. Inga underarter finns listade i Catalogue of Life.